# 1433
1433 (MCDXXXIII) var ett normalår som började en torsdag i den julianska kalendern.

## Händelser

### Okänt datum
- Ett resultatlöst möte hålls på Svendborg mellan Erik av Pommern, holsteinarna och Hansan.
- Allmogen i Dalarna reser sig mot fogden Jösse Eriksson i Västerås.
- Fogdens efterträdare förändrar emellertid inte politiken, varvid upproret sprider sig till Västmanland.
- Arend Klemensen tillträder som (ovigd) svensk ärkebiskop, parallellt med den verklige, Olov Larsson.

## Födda
- 19 oktober – Marsilio Ficino, italiensk filosof, läkare och humanist.
- Kettil Karlsson (Vasa), biskop av Linköping 1459–1465 och svensk riksföreståndare 1464–1465 (möjligen även född påföljande år).
- Eleonora av Skottland, skotsk prinsessa.

## Avlidna
- 18 augusti – Jöns Gerekesson, svensk ärkebiskop 1408–1421 (dränkt på Island).
- Benedictus XIV, född Bernard Garnier, motpåve 1425–1430.
- Johan I, kung av Portugal sedan 1385.
- Le Loi, kejsare av Vietnam.